# 福爾傑角
66°8′S 110°44′E / 66.133°S 110.733°E
福爾傑角（英語：Cape Folger）是南極洲的海角，位於威爾克斯地，處於文森灣入口處東部，在1840年由美國探險隊繪入地圖，以美國海軍的指揮官命名。